# Pécsbánya

Pécsbánya Pécs térképén

Pécsbánya (régebben Pécsbányatelep) Pécs egyik városrésze a Mecsekoldalban, a pécsi szénmedence egyik fontos termelőhelye volt. Tengerszint feletti magassága 200-300 méter. Északi részén fekszik Gesztenyés, keleti oldalán a Karolina-külfejtés.

## Története
A Lámpás-völgy szénkibúvásait már a 16. század végén ismerték a pécsiek, ám az iparszerű bányászat itt csak a 19. század közepe táján indulhatott meg. A Dunai Gőzhajó Társaság (DGT) első lakótelepét, a kolónia kiépítését Schroll József főbányagondnok irányításával 1855-ben kezdték meg. Első lakói magyar, német, cseh-morva, tót (szlovák), bosnyák és vend (szlovén) bányamunkások voltak. Mivel vendégek messzi vidékekről, az országhatáron túli területekről érkeztek, a pécsiek gránërok-nak nevezték őket. A helyi gránër megnevezés bizonyára kapcsolatban van a gránica határ jövevényszóval is, amely valamelyik szláv nyelvből német közvetítéssel jutott el a pécsi köznyelvbe.
A kőszénbányászat fejlődésével sorra létesültek az egyes munkahelyek közelében fekvő kisebb-nagyobb lakótelepek. Pécsbányatelepen 1930-ban 4103 magyar, 842 német és 144 egyéb anyanyelvű lakos élt. Közülük mintegy 1200 fő lakott a Kolónia nevű helyen. A Pécsbányán, Mecsekszabolcson, Somogyban és Vasason kitermelt kőszenet a 19. század közepéig még fuvarosok vitték szekereken Mohácsra. Majd a Pécsbánya és Üszög között 1854-ben üzembe helyezett vasútvonal további kiépítése után már vasúton szállították a pécsi szenet Mohácsra, a DGT dunai kikötőjébe.
A 20. században a dombtetőn egy sakktábla alaprajzú, kertvárosi lakótelep épült ki.

## Tömegközlekedése
Pécsbánya legjelentősebb autóbuszjárata a Főpályaudvar és Gesztenyés között közlekedő 40-es busz, Uránváros és Gesztenyés között a 27-es, a 26-os és a 25-ös busz, valamint a Hősök tere és Gesztenyés között a 4G járat, illetve a telep déli részén, az András utcában megfordul a 28A busz is.

## Külső hivatkozások
- Pécsbánya a Google Earth oldalán.[halott link]
- Cikk a Pécsi Napilapból: Fellendülőben Pécsbánya
- A Pécsbánya Sport Egyesület honlapja